# Stuart Ripley
Stuart Edward Ripley (* 20. November 1967 in Middlesbrough) ist ein ehemaliger englischer Fußballspieler. Der schnelle, zumeist auf der rechten Seite agierende Flügelspieler war zunächst langjährig – und zumeist unterklassig – für seinen Heimatklub FC Middlesbrough aktiv, bevor er 1992 zu den Blackburn Rovers wechselte und dort drei Jahre später die englische Meisterschaft gewann. Dabei war er von zentraler Bedeutung als Flankengeber für das Torjägerduo Alan Shearer und Chris Sutton. In seinen letzten Profijahren stand der zweifache englische A-Nationalspieler zwischen 1998 und 2002 noch beim FC Southampton unter Vertrag. Sein Sohn Connor Ripley ist als Profitorwart aktiv.

## Profikarriere

### Im Verein

#### FC Middlesbrough (1985–1992)
Ripley erlernte das Fußballspielen in seiner Geburtsstadt beim FC Middlesbrough und kam am 5. Februar 1985 erstmals in einem Zweitligaspiel per Einwechslung gegen Oldham Athletic (1:2) zum Einsatz. Bevor sich der Blondschopf dort ab der Saison 1987/88 zum Stammspieler entwickelte, hatte ihn sein Klub zum Ende der vorangegangenen Spielzeit an den Drittligisten Bolton Wanderers ausgeliehen, wo ihm auch sein erstes Meisterschaftstor gelungen war. Zurück bei „Boro“, das mittlerweile selbst in die Third Division abgestiegen war, beteiligte er sich jeweils über 40 Ligaauftritten maßgeblich daran, dass der Klub innerhalb von zwei Jahren nicht nur in die Second Division zurückkehrte, sondern 1988 auch den direkten Durchmarsch in die höchste englische Spielklasse bewerkstelligte.
Dort konnte sich Ripley zwar in der Saison 1988/89 mit seinem Team nicht halten, stieg auf sofortigem Weg wieder ab, bevor ihm nach drei weiteren Jahren dann aber der erneute Aufstieg und damit die Qualifikation für die neu formierte Premier League gelang. Der direkte Aufstieg ging dabei zu Lasten der Blackburn Rovers, die erst über die anschließende Play-off-Runde nachzogen und zu denen Ripley schließlich Ende Juli 1992 wechselte.

#### Blackburn Rovers (1992–1998)
Die Ablösesumme von 1,2 Millionen Pfund bedeutete für die „Rovers“ zu diesem Zeitpunkt ein Vereinsrekord, der kurze Zeit später mit der Verpflichtung von Alan Shearer bereits wieder überboten wurde. Bei dem neuen Verein bekleidete er sofort die rechte Flügelposition, wo zuvor Jason Wilcox gespielt hatte und der seinerseits auf die linke Seite auswich. Es folgte ein steiler Aufstieg für Ripley und die Blackburn Rovers in der höchsten englischen Spielklasse, der über den vierten Rang im ersten Jahr, über die Vizemeisterschaft 1994 zum Gewinn des Ligatitels 1995 führte. Dabei verpasste Ripley in der Meisterschaftssaison nur sechs Premier-League-Spiele, wobei einzig überraschend war, dass ihm trotz seiner Torgefährlichkeit kein eigenes Tor gelungen war. Der Schwerpunkt lag jedoch vielmehr auf den stetigen Flankenläufen bis hin zur gegnerischen Torauslinie und den weiteren gefährlichen Hereingaben, von denen in besonderem Maße das Torjägerduo Alan Shearer und Chris Sutton profitierte. Dazu kamen Stärken in der Beteiligung am Spielaufbau und in der Defensivarbeit, die er zuverlässig bei Bedarf verrichtete. Speziell seine Fähigkeit fiel auf, den Ball gegen Angriffe zu behaupten und Mitspielern das Vorpreschen in torgefährliche Positionen zu ermöglichen. Obwohl er in der anschließenden Saison 1995/96 häufiger durch Verletzungen geplagt wurde, absolvierte er weitere 28 Meisterschaftsspiele, blieb dabei aber erneut ohne Torerfolg.
Endgültig zum Problem wurden seine Blessuren in der Spielzeit 1996/97. Dazu kam neue Konkurrenz in Person des Griechen Georgios Donis und so reduzierten sich Ripleys Bewährungschancen auf fünf Auftritte zu Saisonbeginn in der Startelf, bevor er plötzlich nur noch Einwechselspieler war. In dieser Rolle war das Spiel im Oktober 1996 gegen West Ham United (1:2) seine vorerst letzte Partie, nach der er erst in der Schlussphase im Mai 1997 wieder Berücksichtigung fand. Nachdem sein Fitnesszustand im Sommer 1997 wieder vollständig wiederhergestellt worden war, überzeugte Ripley zu Beginn der neuen Saison 1997/98 wieder mit guten Leistungen, durch die er sich gegenüber Donis Vorteile verschaffte und die ihn sogar wieder in den Kader der englischen Nationalmannschaft beförderten. Dort spielte er gerade einmal fünf Minuten, die jedoch ausreichten, um ihn mit einem Muskelfaserriss außer Gefecht zu setzen. Obwohl ihm kurze Zeit später die Rückkehr gelang, verlor er in der Rückrunde sukzessive seinen Stammplatz. Im wichtigen letzten Saisonspiel gegen Newcastle United (1:0) stand er dann wieder in der Startelf, verletzte sich dort aber bereits nach zwei Minuten erneut am Oberschenkel. Das war gleichzeitig Ripleys letzter Auftritt für die Blackburn Rovers, bevor er im Juli 1998 für 1,3 Millionen Pfund zum Ligakonkurrenten FC Southampton wechselte.

#### FC Southampton (1998–2001)
In seinem ersten Jahr für die „Saints“ fügte sich Ripley auf der gewohnten rechten Flügelposition trotz einiger Verletzungsprobleme gut ein und zeigte sich besonders in der Zeit zwischen Oktober und November 1998 leistungsstark, als er mit dem Team in neun aufeinander folgenden Partien nur einmal verlor. Spätestens in der Saison 1999/2000 hatte er dann die Anhänger des neuen Klubs mit seiner alten Stärke bei den Flankenläufen auf seine Seite gebracht, bevor ihm gegen Ende der Runde Achillessehnenprobleme massiv zu schaffen machten und für eine ungewollte Zwangspause von mehr als zwei Monaten sorgten.
Fortan fand Ripley nur schwer zurück in die Mannschaft und stand in der Spielzeit 2000/01 für den FC Southampton nur einmal in einem Ligaspiel in der Anfangself. Im November 2000 entschloss man sich schließlich zu einem Leihgeschäft mit dem Zweitligisten FC Barnsley. Dort schoss er bei seinem Debüt gegen den mittlerweile abgestiegenen Ex-Klub aus Blackburn auf Anhieb ein Tor. Insgesamt zeigte man sich in Barnsley während des zweimonatigen Aufenthalts von Ripley zufrieden, aber nach einem Trainerwechsel nahm man dort Abstand von einer möglichen Anschlussverpflichtung. So kehrte er vorerst wieder nach Southampton zurück, wonach sich  im März 2001 mit Sheffield Wednesday ein weiterer Zweitligist und Leihverein fand. Dort ließ ihn Interimscoach Peter Shreeves zumeist auf der linken Seite agieren und Ripley verhalf dem Klub mit einem komfortablen Abstand zu den Abstiegsrängen zum gewünschten Klassenziel. Im Oktober 2001 stand er erstmals nach langer Zeit wieder für den FC Southampton in der Startformation. In der Partie gegen Ipswich Town – gleichzeitig das erste Spiel unter dem neuen Trainer Gordon Strachan – zog sich Ripley jedoch erneut eine Verletzung zu und musste mit Knieproblemen drei Monate lang aussetzen.
Nach dem Ende der Saison 2001/02 endete Ripleys Profilaufbahn. Er kehrte nach Lancashire zurück und besuchte nach einer einjährigen Auszeit die University of Central Lancashire, wo er einen Abschluss in Rechtswissenschaften und Französisch erwarb. Seit 2010 ist Ripley, dessen Sohn Connor im Fußball ebenfalls der Durchbruch in den Profibereich gelang, ein ausgebildeter Solicitor, beschäftigt sich schwerpunktmäßig mit Sportrecht und ist Teil des Justizgremiums des englischen Fußballverbands. Bis 2013 war Ripley bei einer Rechtsanwaltskanzlei in Manchester beschäftigt und ist seitdem selbstständig.

### Englische Nationalmannschaft
Ripley kam am 12. November 1993 in der WM-Qualifikation gegen San Marino unter Graham Taylor zu seinem ersten A-Länderspiel und gab während seines kompletten 90-Minuten-Einsatzes beim 7:1-Sieg die Vorlagen zu zwei Toren. Die „Three Lions“ verpassten schließlich die Qualifikation für die Weltmeisterschaft 1994 in den USA und unter Nachfolger Terry Venables erhielt er keine weiteren Bewährungschancen, obwohl er besonders während der Meisterschaftssaison 1994/95 für die Blackburn Rovers in beständig guter Form war. Erst unter Venables-Nachfolger Glenn Hoddle bestritt Ripley ein zweites Länderspiel, das am 10. September 1997 mit einer späten Einwechslung für David Beckham gegen Moldawien (4:0) jedoch nur ein kurzes Stelldichein war. Weitere Auftritte folgten nicht mehr für Ripley, dessen internationale Karriere darunter litt, dass für seine Position auf dem rechten Flügel die Konkurrenz zu hochkarätig war.

## Titel/Auszeichnungen
- Englische Meisterschaft (1): 1995